# Episodi di Æon Flux (seconda stagione)
La seconda stagione della serie televisiva Æon Flux, composta da cinque episodi, è stata trasmessa negli Stati Uniti, da MTV, dal 22 settembre al 24 novembre 1992. Tutti gli episodi hanno una durata di 3-5 minuti e sono stati trasmessi all'interno nel programma Liquid Television.
In Italia è stata trasmessa su MTV dal 1º febbraio all'8 marzo 1998.
| Nº | Titolo originale | Titolo italiano | Prima TV USA      | Prima TV Italia  |
| -- | ---------------- | --------------- | ----------------- | ---------------- |
| 1  | Gravity          | Gravità         | 22 settembre 1992 | 1º febbraio 1998 |
| 2  | Mirror           | Specchio        | 3 novembre 1992   | 15 febbraio 1998 |
| 3  | Leisure          | Divertimento    | 10 novembre 1992  | 22 febbraio 1998 |
| 4  | Tide             | Marea           | 17 novembre 1992  | 1º marzo 1998    |
| 5  | War              | Guerra          | 24 novembre 1992  | 8 marzo 1998     |

## Gravità
Æon e Trevor si baciano attraverso i finestrini dei loro trasporti, con la prima che si trova su un aereo e il secondo su un treno. Mentre lo fanno, Trevor usa la sua lingua per aprire un dente finto e posizionare al suo interno un foglietto arrotolato. Dopo che i due si separano, Æon nota un veicolo industriale di passaggio, poi recupera il foglietto dal suo dente e scopre trattarsi di una fotografia di un altro passeggero, e di una valigia. Æon si arrampica e si muove lungo il lato dell'aereo per spiare l'uomo, che sta leggendo dei documenti dalla valigia stessa; per entrare nello scompartimento, Æon deve saltare a mezz'aria sul retro dell'aereo, ma non ci riesce e cade nel vuoto.
Rendendosi conto della sua morte inevitabile, Æon si prepara a spararsi, ma viene distratta dal veicolo industriale che aveva visto poco prima e che ora si trova sul bordo di una rupe. Gli operai tirano le corde per riportare alla superficie qualcosa, mentre a causa del vento Æon ha difficoltà a tenere il binocolo sugli occhi. Si accorge di un ponte vicino al punto in cui atterrerà, e gli lancia un aggancio. Æon viene però distratta dal passaggio del treno e nuovamente dagli operai che stanno recuperando il misterioso oggetto che manda una luce abbagliante. La distrazione si rivela fatale, poiché la corda le si avvolge intorno al collo e, un attimo prima che Æon possa vedere di che oggetto si tratta, il suo collo si spezza.

## Specchio
Æon si infiltra nella casa del suo bersaglio tramite una scala di manutenzione; al suo ingresso, cade dalla scala e scopre di essere spiata da una telecamera di sicurezza. Mentre cammina lungo un corridoio, nota una stanza in cui viene tenuto il registratore della telecamera, di cui intende distruggere il nastro, ma all'ultimo decide di rivedere il filmato. L'immagine è distorta a causa di un cortocircuito contro una presa d'aria, così Æon prova a sistemare la connessione ma si rovescia una tazza di caffè su un braccio. Mentre si pulisce, non vede dal monitor che un altro intruso si è appena introdotto nell'edificio.
Æon sente degli spari e scopre che il suo bersaglio è stato già ucciso; mentre si precipita fuori dalla camera da letto, anche lei viene colpita da un altro sparo. Mentre giace sul pavimento, Æon osserva il filmato nel monitor, ma l'immagine è ancora distorta; spara quindi a una manopola di controllo della temperatura, disabilitando il condizionatore d'aria. Il video torna alla normalità e, poco prima di morire, Æon vede la faccia di Trevor.

## Divertimento
Æon entra nel suo alloggio per prendere un contenitore di uova dal frigorifero ma scopre che Trevor, nascostosi in un armadio, li ha finiti. Æon lascia arrabbiata il suo appartamento, ma prima di avventurarsi fuori dalla base Monican, vede un altro agente che non riesce a completare con successo una serie di salti attraverso una complessa struttura di arrampicata; Æon si avvicina per esercitarsi ed esegue in modo impeccabile la complessa routine.
Più tardi, Æon entra in una nave spaziale aliena e raccoglie alcune delle stesse uova viste in precedenza nel suo appartamento. Anziché andarsene, Æon ne rompe uno e ne analizza il contenuto al microscopio portatile, trovandoci una forma basica e aggressiva di una strana forma di vita "aliena", che muore a causa del sondaggio. Uscendo, Æon viene affrontata da un alieno adulto, che desiste quando lei minaccia di rompere un uovo se la attacca. L'alieno però innesca una barriera simile a quella della base di addestramento degli agenti Monican e, sebbene Æon riesca ad attraversarla con facilità, l'alieno è molto più veloce e la raggiunge rapidamente, uccidendola.

## Marea
Æon e una donna vestita di rosso scendono dal settimo piano di una base marina, portando una chiave. Quando entrano in un ascensore, le due vengono attaccate da Trevor, che viene facilmente eliminato da Æon, ma non prima di aver premuto tutti i pulsanti dell'ascensore contemporaneamente, facendolo scendere in tutti i livelli. Æon lo ammanetta, ma lascia cadere il numero del piano attaccato alla chiave, non lasciandole altra scelta che passare da un livello all'altro. Ad ogni piano, Æon spara dalla tromba delle scale per tenere a bada un soldato di Bregna, poi prova la chiave sull'armadietto di quel piano e spara a un gancio distante che sta tentando di agganciarsi a una piccola piattaforma a livello dell'acqua. Quando esce dall'ascensore, Trevor e l'agente vestita di rosso amoreggiano, con l'agente che balza indietro per proteggere Trevor o cercare di recuperare il numero.
Æon inizia a sospettare e crea una trappola, esponendo la debolezza dell'agente, che la attacca uccidendola; l'agente poi prende la chiave riuscendo ad aprire un armadietto al secondo piano, dove trova una tanica gialla in cui trova una sorta di tappo, che abbandona non sapendo come servirsene. Senza Æon a tenerla a bada, la guardia di Bregna corre verso la piccola piattaforma, uccidendo Trevor e aiutando l'ancoraggio a fare presa sulla piattaforma. Poco prima che l'agente vestita di rosso li raggiunga, l'amo solleva l'intera piattaforma rivelando un tappo, identico a quello che aveva trovato, attaccato sotto di essa. La base affonda e l'agente rimane bloccata.

## Guerra
Questo episodio si concentra su una massiccia battaglia tra gli agenti Monican e i soldati di Bregna. Æon abbatte dozzine di guardie prima di essere uccisa a sua volta da una guardia che ha tentato di distrarre per farlo uccidere da un altro agente. Il soldato si fa strada nella battaglia, massacrando dozzine di nemici ma finendo ucciso da un muscoloso agente Monican dai capelli lunghi, armato con una spada.
Dopo aver salutato sua figlia, il Monican apre la strada in una prigione e si introduce in un dirigibile di Bregna, uccidendo diversi soldati prima di essere colpito mortalmente al petto da una soldatessa con i capelli rossi. Quest'ultima si infiltra nella prigione e libera un uomo che conosce; corrono verso l'uscita inseguiti dalle guardie, ignari di stare per pestare una pozza d'olio che ha iniziato a formarsi quando il Monican aveva aperto il cancello.